# AV Horror '47
AV Horror '47 is een atletiek- en loopsportvereniging uit de stad Sneek. De vereniging is officieel lid van de Atletiekunie en behoort tot de atletiekregio Friesland.
De vereniging is opgericht in 1947 en is vernoemd naar het stripfiguur Horror. Dit figuur komt voor in het Tom Poes-verhaal Horror, de ademloze van Marten Toonder. De naam is toevallig gekozen; tijdens een van de oprichtingsvergaderingen lag een krant met deze strip op de vergadertafel.
AV Horror heeft op verschillende plaatsen in Sneek getraind en accommodaties beheerd. Na de beginjaren, waarin vooral op de weg werd getraind, kreeg de club trainingsgelegenheid bij het Bogerman College. Ook Sportpark Noorderhoek was een van de trainingslocaties, maar op geen van allen had de club een verenigingsgebouw.
In het nieuw aan te leggen Sportpark Tinga besloot de gemeente Sneek een atletiekbaan en clubhuis op te nemen voor de flink gegroeide vereniging. De baan werd echter eind jaren negentig afgekeurd en in 2006 maakt de club de overstap naar Sportcentrum Schuttersveld.
De vereniging is naast meerdere loopevenementen in de regio van Sneek ook de organisator van de wegwedstrijd Sneek-Bolsward-Sneek "de klassieker", jaarlijks op de laatste zaterdag van augustus. En één keer in de vier jaar organiseert av Horror tevens de Slachtemarathon.